# Rajd Wełtawy 1969
Rajd Wełtawy 1969 (10. Rally Vltava) – 10. edycja rajdu samochodowego Rajd Wełtawy rozgrywanego w Czechosłowacji. Rozgrywany był od 4 do 6 lipca 1969 roku. Była to piąta runda Rajdowych Mistrzostw Europy w roku 1969.

## Klasyfikacja rajdu
| Miejsce                      | Kierowca                     | Pilot                        | Samochód                     | Czas                         | Strata                       |                              |
| Klasyfikacja generalna i ERC | Klasyfikacja generalna i ERC | Klasyfikacja generalna i ERC | Klasyfikacja generalna i ERC | Klasyfikacja generalna i ERC | Klasyfikacja generalna i ERC | Klasyfikacja generalna i ERC |
| ---------------------------- | ---------------------------- | ---------------------------- | ---------------------------- | ---------------------------- | ---------------------------- | ---------------------------- |
| 1.                           | Gilbert Staepelaere          | André Aerts                  | Ford Escort Twin Cam         | 1:57:46                      | 0.0                          |                              |
| 2.                           | Harry Källström              | Gunnar Häggbom               | Lancia Fulvia 1.3 Coupé HF   | 1:58:40                      | +54                          |                              |
| 3.                           | Vladimír Hubáček             | Vojtěch Rieger               | Renault 8 Gordini            | 2:07:22                      | +9:36                        |                              |
| 4.                           | Simo Lampinen                | Arne Hertz                   | Saab 96 V4                   | 2:10:25                      | +12:39                       |                              |
| 5.                           | Zdeněk Kec                   | Bedřich Steuer               | Renault 8 Gordini            | 2:31:37                      | +33:51                       |                              |
| 6.                           | Milan Žid                    | Jaroslav Vylít               | Škoda 1100 MB                | 2:35:24                      | +37:38                       |                              |
| 7.                           | Jaroslav Bobek               | Leo Hnatevič                 | Škoda 1100 MB                | 2:37:48                      | +40:02                       |                              |
| 8.                           | Miloš Vodseďálek             | Oto Landecký                 | Škoda 1100 MB                | 2:39:31                      | +41:45                       |                              |
| 9.                           | Václav Chlustina             | Jaroslav Řehák               | Škoda 1100 MB                | 2:50:49                      | +53:03                       |                              |
| 10.                          | Oldřich Brunclík             | Jan Gernat                   | Škoda 1000 MB                | 2:50:55                      | +53:09                       |                              |